# Tijdlijn van het Tweede Franse Keizerrijk
Dit is een tijdlijn van het Tweede Franse Keizerrijk, de periode in Frankrijk tussen 1852 en 1870.

## 1851
- 2 december: zelfcoup door president Lodewijk Napoleon Bonaparte.
- 20 - 21 december: plebisciet van 20 en 21 december 1851, waarbij de zelfcoup met een overtuigende meerderheid wordt gesteund.

## 1852
- 14 maart: Parlementsverkiezingen van 1852 waarbij maar acht oppositieleden worden verkozen.
- 12 april: Ontslag van Jules Michelet, Edgar Quinet en Adam Mickiewicz uit het Collège de France.
- 21 en 22 november: plebisciet van 21 en 22 november 1852, waarbij een meerderheid zich achter het voorstel schaart de keizerlijke waardigheid in te schrijven in de grondwet, wat de weg vrijmaakt voor de oprichting van het Tweede Franse Keizerrijk.
- 2 december: Afkondiging van het Tweede Franse Keizerrijk. president Lodewijk Napoleon Bonaparte wordt keizer Napoleon III. Vorming van de regering-Bonaparte III.
- Victor Hugo schrijft Napoléon le Petit, een kritisch pamflet over keizer Napoleon III.

## 1853
- 29 januari: Huwelijk van Napoleon III en Eugénie de Montijo.
- juni 1853: Aanvang van de verfraaiingswerken van Georges Eugène Haussmann in Parijs.

## 1854
- 27 maart: Het Verenigd Koninkrijk en Frankrijk verklaren de oorlog aan Rusland vanwege de steun aan het Ottomaanse Rijk. Krimoorlog.
- juli tot november: Cholera-epidemie in Frankrijk.
- 4 september: Frans-Britse landing op de Krim. Slag aan de Alma (20 september). Begin van de Belegering van Sebastopol.
- 24 oktober: Keizerlijk decreet ter herorganisatie van het leger.

## 1855
- 10 september: Inname van Sebastopol en de Malachov door Franse en Britse troepen.
- De Duitse portretschilder Franz Xaver Winterhalter schildert het Portret van Napoleon III, een staatsieportret van de keizer.

## 1856
- 16 maart: Geboorte van Napoleon Eugène Lodewijk Bonaparte, prince impérial en oudste zoon van keizer Napoleon.
- 30 maart: Vrede van Parijs, einde van de Krimoorlog met Frankrijk als voornaamste overwinnaar.

## 1857
- 21 juni: Parlementsverkiezingen van 1857. Overwinning van de bonapartisten, hoewel er ook vijf republikeinen (Les Cinq) worden verkozen, ondanks de controle van de prefecten op de stembusgang.

## 1858
- 14 januari: Mislukte aanslag op Napoleon III door Felice Orsini.
- 19 februari: Afkondiging van de controverciële wet op de algemene veiligheid, die toelaat dat het regime politieke tegenstanders zonder proces kan veroordelen tot gevangenisstraffen of kan verbannen.
- 13 maart: Felice Orsini wordt geëxecuteerd.
- 21 juli: Geheime ontmoeting van Plombières-les-Bains tussen Napoleon III en Camillo Cavour, eerste minister van Piëmont-Sardinië.

## 1859
- 3 mei: Oorlogsverklaring aan Oostenrijk. Begin van de Tweede Italiaanse Onafhankelijkheidsoorlog.
- 4 juni: Franse overwinning op de Oostenrijkers in de Slag bij Magenta.
- 24 juni: Franse overwinning op de Oostenrijkers in de Slag bij Solferino, die Henri Dunant aanzet tot het schrijven van Een herinnering aan Solferino.
- 11 juli: Wapenstilstand van Villafranca. Einde van de vijandelijkheden.
- 15 augustus: Algemene amnestie voor de politieke gevangenen.
- 10 november: Verdrag van Zürich met Oostenrijk, die een definitief einde maakt aan de Tweede Italiaanse Onafhankelijkheidsoorlog. Tweede Italiaanse Onafhankelijkheidsoorlog. Piëmont-Sardinië anexeert het koninkrijk Lombardije-Venetië.

## 1860
- 23 januari: Ondertekening van een vrijhandelsakkoord met het Verenigd Koninkrijk.
- 24 maart: Na een referendum worden het hertogdom Savoye en het graafschap Nizza bij Frankrijk gevoerd ingevolge het Verdrag van Turijn tussen Frankrijk en Piëmont-Sardinië.
- 24 november: Ondertekening van het decreet dat het Wetgevend Lichaam en de Senaat het recht van antwoord toekent, dat wordt uitgeoefend ieder jaar na de troonrede van de keizer.

## 1861
- Oprichting van de Liberale Unie, een coalitie tussen liberale monarchisten en gematigde republikeinen.

## 1862
- Start van de Franse interventie in Mexico ter verdediging van de Frans-Spaans-Britse economische belangen. Frankrijk zet de strijd alleen verder na de Mexicaanse overwinning in de Slag bij Puebla in mei 1862.

## 1863
- 31 mei: Parlementsverkiezingen van 1863, waarbij de oppositie zetels bijwint.
- 7 juni: De Fransen nemen het bestuur in Mexico over.

## 1864
- 11 januari: Toespraak over de noodzakelijke vrijheden door Adolphe Thiers in het Wetgevend Lichaam. Oprichting van de Derde Partij.
- 17 februari: Publicatie van het socialistische Manifest van de Zestig, opgesteld door Henri Tolain.
- 25 mei: Ondertekening van de wet die vakbonden en stakingen toelaat in Frankrijk.
- 12 juni: Aankomst van Maximiliaan van Oostenrijk en Charlotte van België in Mexico. Zij werden er keizer en keizerin van Mexico.

## 1865
- oktober : Ontmoeting van Biarritz tussen Napoleon III en Otto von Bismarck.

## 1867
- 19 januari: Napoleon III kondigt liberale hervormingen aan. het Wetgevend Lichaam krijgt het interpellatierecht en kan voortaan ministers interpelleren.
- februari: terugtrekking van de Franse troepen uit Mexico.
- 14 maart: Een senatus consultum kent meer bevoegdheden toe aan de Senaat.
- 23 maart: Nederland stemt in met het Franse bod om het Groothertogdom Luxemburg te verkopen. De verkoop geraakt publiekelijk bekend en veroorzaakt de Luxemburgse kwestie.
- 11 mei: Op het Congres van Londen sluiten de Europese grootmachten een akkoord omtrent de Luxemburgse kwestie. Het groothertogdom wordt niet verkocht aan Frankrijk.
- 19 juni: Keizer Maximiliaan van Mexico wordt vermoord.
- november: Franse militaire interventie ter bescherming van paus Pius IX tegen de Expeditie van de Duizend van Giuseppe Garibaldi.

## 1868
- 14 januari: Legerhervorming door de wet-Niel.
- 20 maart: Ontbinding van de Franse afdeling van de Internationale.
- 11 mei: Wet van 11 mei 1869 op de pers.
- 6 juni: Wet op het recht van vergadering.

## 1869
- 23 februari: Het Belgische parlement neemt een wet aan die de geplande Franse overname van twee Belgische spoorwegmaatschappijen blokkeert. Deze Belgische spoorwegenkwestie laat de spanningen tussen de landen in West-Europa opnieuw oplopen.
- 15 mei: Léon Gambetta publiceert zijn programma van Belleville in het dagblad L'Avenir national.
- 24 mei: Parlementsverkiezingen van 1869 met forse winst voor de oppositie.
- 17 juli: Vorming van de regering-Bonaparte IV.
- 8 september: senatus-consultum die aan het Wetgevend Lichaam het initiatiefrecht toekent.
- 16 november: Opening van het Suez door keizerin Eugénie.

## 1870
- 2 januari: Vorming van de regering-Ollivier onder leiding van Émile Ollivier, een voorstander van liberale hervormingen.
- 20 april: senatus consultum dat de macht van het parlement versterkt.
- 8 mei: plebisciet van 8 mei 1870 ter goedkeuring van de grondwetswijziging.
- 13 juli: Emser Depesche, verstuurd door de Pruisische kanselier Otto von Bismarck aan Napoleon III om die aan te zetten tot een oorlogsverklaring.
- 19 juli: Frankrijk verklaart de oorlog aan Pruisen. Start van de Frans-Pruisische Oorlog.
- augustus: Franse nederlagen in de Slag bij Wissembourg, de Slag bij Forbach-Spicheren en de Slag bij Frœschwiller-Wœrth.
- 10 augustus: Vorming van de regering-Cousin-Montauban.
- 2 september: Napoléon III, die omsingeld wordt tijdens de Slag bij Sedan, geeft zich over. Val van het Tweede Franse Keizerrijk.
- 4 september: Het Wetgevend Lichaam vaardigt de afzetting van Napoleon III uit. Aftreden van de regering-Cousin-Montauban. Afkondiging van de Derde Franse Republiek en vorming van de Regering van Nationale Verdediging.